# Кочетов, Анатолий Степанович
Анатолий Степанович Кочетов (род. 5 октября 1945 года, Липецкая область) — российский учёный-пчеловод.
Доктор сельскохозяйственных наук (2004), профессор, в 2004—2006 гг. заведующий кафедрой пчеловодства РГАУ-МСХА им. К. А. Тимирязева (одна из двух ведущих подобных в России).
Родился в с. Кревец Липецской области.
Ученик профессора Г. А. Аветисяна.
В 1978 году в МСХА защитил кандидатскую диссертацию, а в 2004 году там же — докторскую диссертацию «Технология использования карпатских пчел при опылении огурца в теплицах».
Старший научный сотрудник (1986), доцент (1995).
Под его руководством защищены 3 кандидатские диссертации.
С 1992 года доцент на кафедре пчеловодства МСХА, в 2004—2006 гг. её заведующий, а ныне — профессор. Член диссовета Д 220.043.12 (биол. науки).
С 1979 года член бюро секции пчеловодства отделения «Зоотехния» ВАСХНИЛ. В 2006—2008 гг. член экспертного совета секции пчеловодства отдела животноводства и ветеринарии МСХ РФ.
Автор почти ста опубликованных работ.
- Пчеловодство : учеб. для студентов вузов, обучающихся по агрон. специальностям / Ю. А. Черевко, Л. Д. Черевко, Л. И. Бойценюк, А. С. Кочетов. — М.: «КолосС», 2006.
- А. Ф. Елисеев, А. С. Кочетов. Использование медоносных пчел и шмелей для опыления овощных культур в защищенном грунте. Учебное пособие. М.: Изд-во РГАУ-МСХА имени К. А. Тимирязева, 2010. 123 с.

Награжден медалью «Ветеран труда» (1986), юбилейным знаком ЦК ВЛКСМ «70 лет ВЛКСМ», медалью «50 лет ВАСХНИЛ» и «50 лет ВАК СССР», Почетной грамотой ВАСХНИЛ.